# Brenzone
Brenzone is een gemeente in de Italiaanse provincie Verona (regio Veneto) en telt 2494 inwoners (31-12-2004). De oppervlakte bedraagt 50,1 km², de bevolkingsdichtheid is 50 inwoners per km².
De volgende frazioni maken deel uit van de gemeente: Assenza, Biaza, Campo (disabitato), Castelletto, Castello, Magugnano (sede comunale), Marniga, Porto, Sommavilla, numerose le contrade tra cui Prada Alta q 1000.

## Demografie
Brenzone telt ongeveer 1070 huishoudens. Het aantal inwoners steeg in de periode 1991-2001 met 3,2% volgens cijfers uit de tienjaarlijkse volkstellingen van ISTAT.
| Jaar | Inwoneraantal |
| ---- | ------------- |
| 1991 | 2284          |
| 2001 | 2358          |

## Geografie
De gemeente ligt op ongeveer 69 m boven zeeniveau.
Brenzone grenst aan de volgende gemeenten: Ferrara di Monte Baldo, Gargnano (BS), Malcesine, San Zeno di Montagna, Tignale (BS), Torri del Benaco, Tremosine (BS).

## Externe link

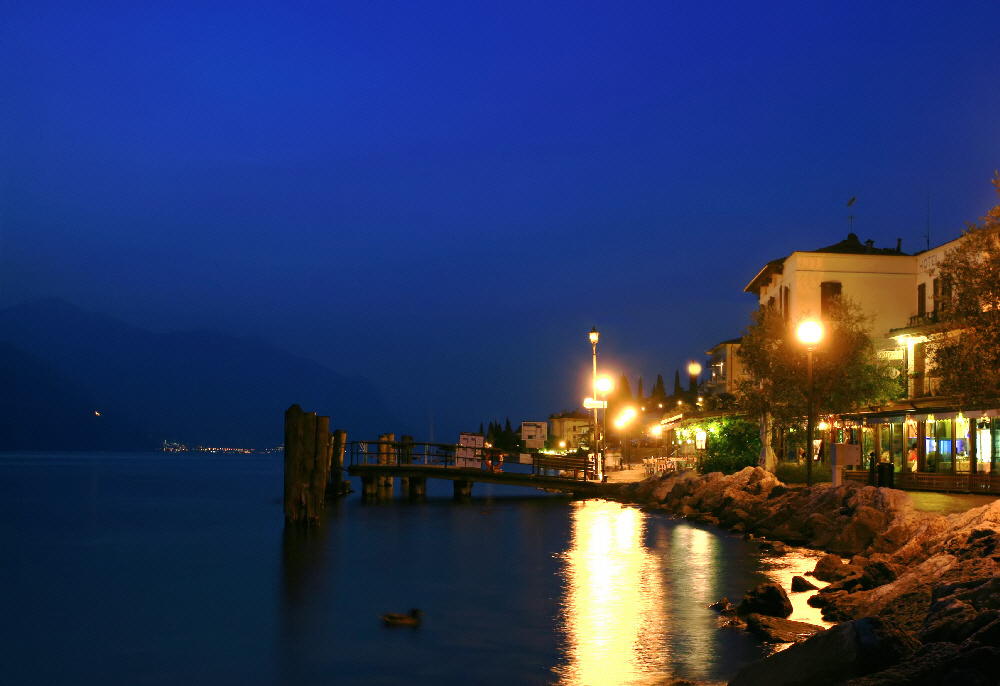
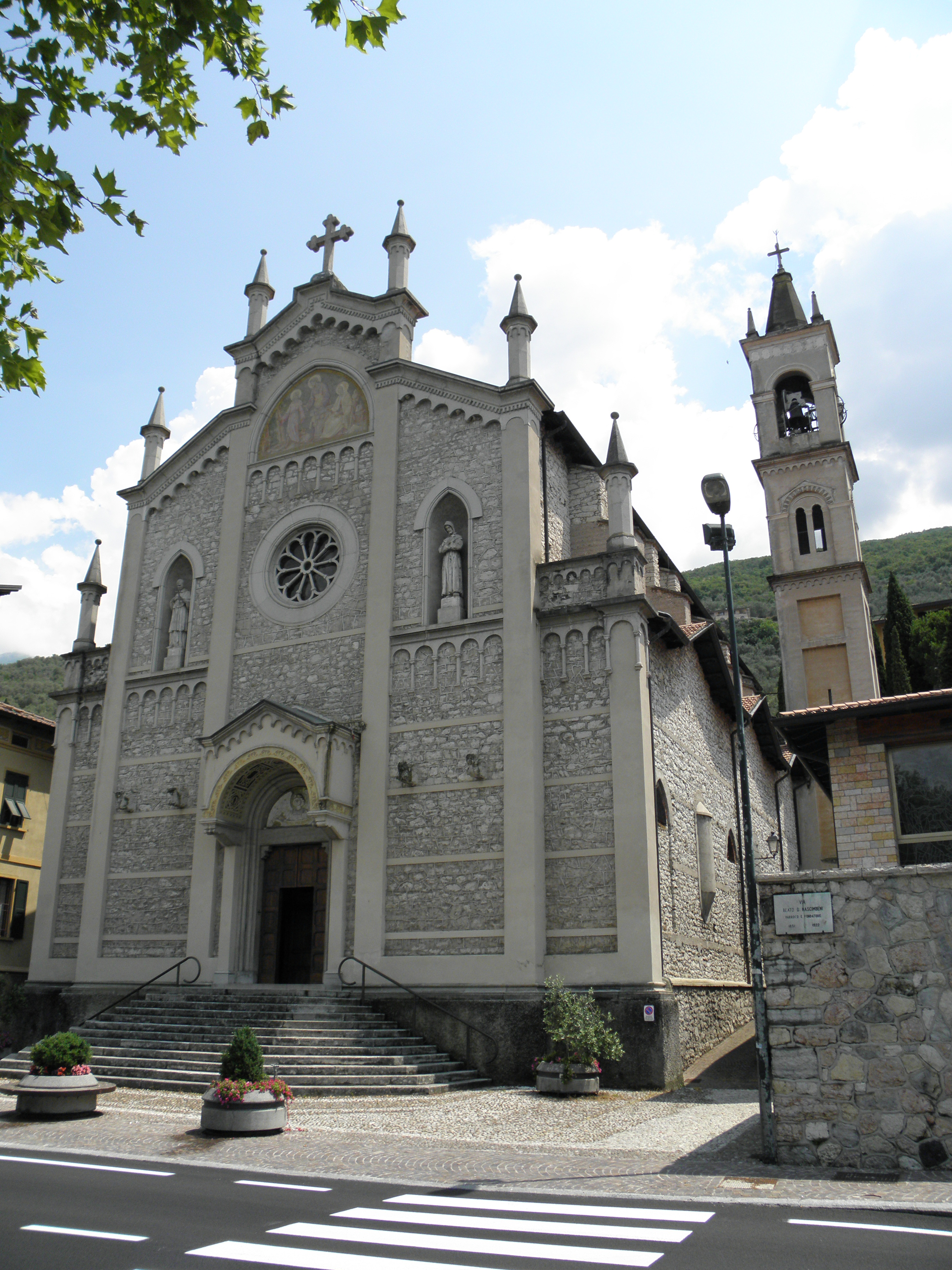
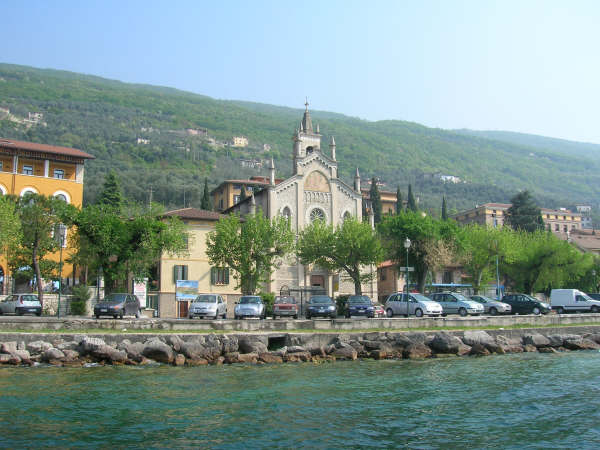